# Vändra (Põhja-Pärnumaa)
Vändra is een plaats in Estland, behorend tot de gemeente Põhja-Pärnumaa in de provincie Pärnumaa. Vändra heeft de status van kleine stad (Estisch: alev). Vändra is samen met Pärnu-Jaagupi de gedeelde hoofdplaats van de gemeente.
Vändra had 2355 inwoners op 31 december 2011 en 2148 inwoners op 31 december 2021.
Tot in oktober 2017 was Vändra een afzonderlijke gemeente, die werd omringd door een andere gemeente: Vändra vald. Vändra vald was een zogenaamde "ringgemeente" (rõngasvald), een gemeente bestuurd vanuit een plaats die zelf niet tot het grondgebied van de landgemeente behoorde. Het bestuurscentrum lag in Vändra, trouwens een van de weinige niet-steden in Estland die als alevvald een afzonderlijke gemeente vormden. In oktober 2017 werd zowel Vändra als Vändra vald bij de fusiegemeente Põhja-Pärnumaa gevoegd.
Vändra was in 1843 de geboorteplaats van de dichteres Lydia Koidula.

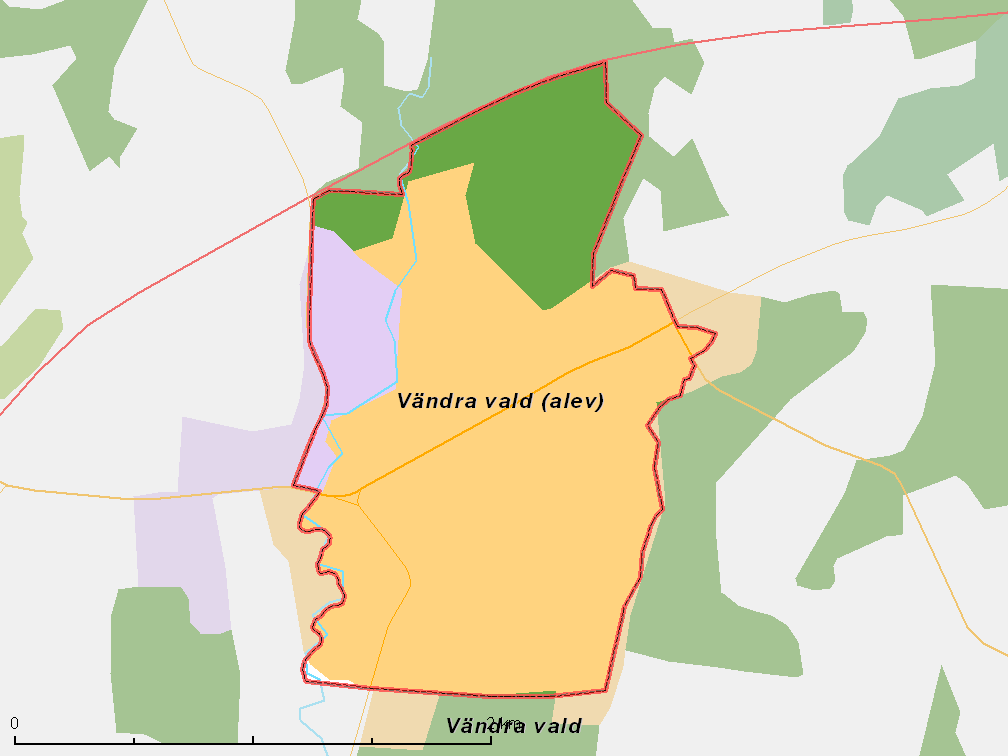
De gemeente met omliggende gemeenten, situatie begin 2017

## Geboren
- Johann Voldemar Jannsen (1819), dichter en journalist
- Karl von Ditmar (1822), ontdekkingsreiziger en natuuronderzoeker
- Lydia Koidula (1843), dichteres
- Tarvo Seeman (1969), schaker
- Tanel Kangert (1987), wielrenner